# Вила Ми Ла
Вила Ми Ла се налази у Врњачкој Бањи и представља непокретно културно добро као споменик културе.
Вила Ми Ла саграђена је тридесетих година 20. века по нацртима инжењера Милосава Бошковића, који је као саветник Министарства шума и рудника Краљевине, руководио 1939. године градњом пута Врњачка Бања—Гоч. Вила носи име Бошковићеве супруге, које је записано стилизованим нотним писмом на главној фасади, симболишући њену љубав према музици и певању.

## Изглед
Грађевина представља занимљиву симбиозу елемената народног градитељства и декоративних елемената преузетих из српске средњовековне архитектуре. Маштовито компоновано здање, надахнуто романтичарским тежњама, одликује се елементима српске средњовековне архитектуре (полукружни отвори уоквирени каменим блоковима, конзоле које носе угаону терасу, монументални трем са аркадама). Стилизовањем и применом мотива народног неимарства створени су нови облици инспирисани традиционалним.
Пројектант је применио препознатљиве облике, преузете из градитељске традиције: сложен четвороводни кров покривен ћерамидом, димњаке са украсним капама и трем са луковима. Двориште је ограђено зиданом оградом од опеке, грубо малтерисаном и покривеном ћерамидом, ритмично постављених кружних отвора са кованом решетком. Исти мотив поновљен је и на улазним капијама. У дворишту су чесма, базен, сеница и декоративно дрвеће.
Вилу је откупила Српска православна црква, па је позната и као Патријаршијска вила.